# Never Let Me Go (film)
Never Let Me Go är en dystopisk, romantisk dramafilm från 2010 i regi av Mark Romanek och manus skrivet av Alex Garland. Den är baserad på romanen med samma titel från 2005, skriven av Kazuo Ishiguro.

## Medverkande
- Carey Mulligan – Kathy H
  - Isobel Meikle-Small – Kathy som ung
- Keira Knightley – Ruth C
  - Ella Purnell – Ruth som ung
- Andrew Garfield – Tommy D
  - Charlie Rowe – Tommy som ung
- Sally Hawkins – Miss Lucy
- Charlotte Rampling – Miss Emily
- Nathalie Richard – Madame
- Domhnall Gleeson – Rodney
- Andrea Riseborough – Chrissie